# Ryū ga Gotoku Ishin!
Ryū ga Gotoku Ishin! (龍が如く 維新!?) è un videogioco d'azione/avventura spin-off della serie Yakuza sviluppato da Ryu Ga Gotoku Studio pubblicato da Sega su PlayStation 3 e PlayStation 4.
È uscito a febbraio 2014 solo in Giappone, come titolo di lancio per PlayStation 4. Un remake dal titolo Like a Dragon: Ishin! è uscito il 21 febbraio 2023 in Europa e in Nord America e il 23 febbraio su PlayStation 4, PlayStation 5, Xbox One, Xbox Series X/S e Microsoft Windows. Il remake è stato sviluppato tramite Unreal Engine 4 ed è stato distribuito in tutto il mondo a differenza della versione originale.
Ambientato nella caotica fase Bakumatsu (1853–1867) del tardo periodo Edo, i giocatori assumono il ruolo di Sakamoto Ryōma, angosciato a causa di pressioni contrastanti e incertezza su se stessi e sul proprio ruolo nella società. Invischiato nel bel mezzo di un colpo di Stato a Tosa e deciso a trovare l'assassino che ha ucciso il suo mentore, Ryōma si nasconde con un'identità nascosta nelle strade di Kyo e si unisce al cupo Shinsengumi.
Nonostante sia il secondo spin-off della serie Yakuza ambientato nell'era dei samurai invece che nel Giappone moderno, il gioco non è legato a Ryū ga Gotoku Kenzan!, uscito nel 2008 su PlayStation 3, in quanto quest'ultimo è ambientato due secoli prima di Ishin! e ciascuno si concentra su un personaggio diverso, rispettivamente le figure storiche di Miyamoto Musashi (1584–1645) e Sakamoto Ryōma (1836–1867).

## Modalità di gioco
Come altri titoli della serie Ryū ga Gotoku Ishin! utilizza un robusto sistema di combattimento, molto simile al suo predecessore Yakuza 5. I giocatori controllano l'unico protagonista giocabile, Sakamoto Ryōma, e hanno accesso a un totale di quattro stili di combattimento: Gioco di Spade (che usa la katana come arma principale), Scontro a Fuoco (che usa le pistole), Lotta Libera (combattimento corpo a corpo, più simile al classico stile di combattimento della serie Yakuza), e Danza Folle (che unisce l'uso della katana e della pistola). Il gioco introduce un nuovo sistema basato sui punti Dharma, che possono essere guadagnati completando missioni secondarie, eventi della storia, guadagnando punti di completamento e svolgendo altri compiti. I punti Dharma possono essere scambiati con abilità. Il gioco presenta nuove tipologie di contenuti secondari, i più grandi dei quali sono una modalità di esplorazione di dungeon che utilizza carte abilità speciali e una storia secondaria in cui Ryōma deve saldare i debiti di Haruka, una ragazza indebitata a causa di una malattia. Sono presenti anche i marchi di fabbrica della serie come il gioco d'azzardo, il karaoke, un'arena da combattimento e altri minigiochi.

## Accoglienza
Ryū ga Gotoku Ishin! ha venduto 138 158 copie su PlayStation 3 e 82 540 copie su PlayStation 4, per un totale di 220 698 copie nei primi due giorni di vendita. Al 31 marzo 2014, il gioco ha venduto 390 000 copie. L'Ishin! originale ha ricevuto i punteggi di 38/40 e 39/40 rispettivamente su PlayStation 3 e PlayStation 4 da Famitsū.

## Remake
Il 14 settembre 2022, l'account Twitter ufficiale di Ryu Ga Gotoku Studio ha annunciato un remake di Ryū ga Gotoku Ishin!, intitolato Like a Dragon: Ishin! (龍が如く 維新！ 極?, Ryū ga gotoku ishin! Kiwami, lett. "Come un drago: Restaurazione! Estremo"), in uscita il 21 febbraio 2023. La scelta di esportare Ishin! all'estero è stata influenzata dal successo di titoli occidentali come Ghost of Tsushima, che condivide la premessa di un'ambientazione storica sui samurai.
La versione remake di Ishin! mira a mantenere la maggior parte del gameplay dell'originale, con l'eccezione delle carte, che ora possono essere utilizzate facoltativamente nel combattimento regolare. Alcuni scontri sono stati ribilanciati conferendo abilità speciali ai boss, e diversi personaggi del gioco sono stati ri-castati con nuovi attori che avevano già interpretato altri personaggi nei titoli principali, in particolare da Yakuza 0, Yakuza 6: The Song of Life e Yakuza: Like a Dragon.
Nel gennaio 2023, Sega ha annunciato un pacchetto di contenuti scaricabili per Ishin! che contiene sei carte basate su celebrità come il wrestler Kenny Omega, l'attore Rahul Kohli e la Vtuber Nyatasha Nyanners.

## Curiosità
Nel gioco è possibile trovare il Don Chisciotte di Cervantes. Nonostante Don Chischiotte sia stato scritto nel 1603, fu tradotto in giapponese da Matsui Shoyo soltanto nel 1893, quindi è un anacronismo per un videogioco ambientato nel Bakumatsu.